# Camille Stamaty

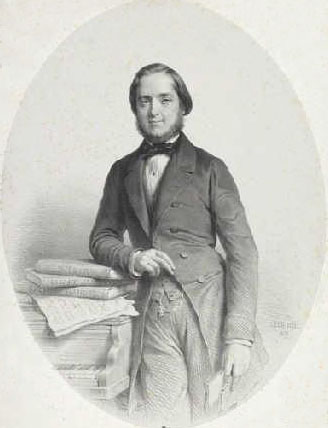
Camille Stamaty

Camille-Marie Stamaty (* 23. März 1811 in Rom; † 19. April 1870 in Paris) war ein französischer Pianist und Komponist.

## Leben
Stamaty, Sohn griechisch-italienischer Eltern, studierte ab 1830 bei Friedrich Kalkbrenner in Paris und galt als dessen bester Schüler. Von ihm übernahm er die Technik des Klavierspiels aus der Kraft der Finger heraus (anstatt des Unterarms), die er später selbst lehrte. Außerdem studierte er bei Felix Mendelssohn Bartholdy in Leipzig 1836.
Er war einer der sechs Pianisten, die in Frédéric Chopins erstem Konzert in Paris (25. Februar 1832, Salons Pleyel, 9 rue Cadet) bei der Fassung für sechs Klaviere von Friedrich Kalkbrenners Grande Polonaise précédée d‘une Introduction et d‘une Marche op. 90 mitwirkten.
Ab 1837 war Stamaty Professor für Klavier in Paris. Seine eigene Pianistenkarriere verlief aufgrund rheumatischer Beschwerden wechselhaft. Zu seinen zahlreichen Schülern zählen Camille Saint-Saëns und Louis Moreau Gottschalk.
Stamatys Kompositionen, viele für Klavier, sind zumeist vergessen. Von seinen Übungswerken für Klavier hielten sich einige im Druck, vor allem Le Rythme des doigts: exercises types à l'aide du métronome, op 36.

## Werke (Auswahl)
- Grande fantaisie sur ‘La somnambule‘, Op. 13
- Romance dramatique, Op. 14
- Rondo-caprice, Op. 15
- 12 Esquisses, Op. 17
- Boléro de concert, Op. 18
- Études pittoresques, Op. 21
- Promenade sur l'eau, Op. 22
- Tarantelle, Op. 23
- Andante-méditation sur ‘Plaisir d'amour‘, Op. 24
- Sicilienne dans le genre ancien, Op. 25
- L'écossaise, Op. 29  S
- Marche hongroise, Op. 32
- 6 Études caractéristiques sur ‘Obéron‘, Op. 33
- La petite fileuse, Op. 35
- Le rhythme des doigts, Op. 36
- Air d'Anacréon, Op. 41
- 2 Transcriptions variées sur ‘Les noces de Figaro‘, Op. 42
- Valse des oiseaux, Op. 44
- 2 Transcriptions variées sur Orphée de Gluck, Op. 45
- Rondeau du billet sur ‘L'oca del Cairo‘, Op. 52